# ナニワ理化学工業
ナニワ理化学工業株式会社（ナニワりかがくこうぎょう）は、日本の文具メーカー。本社は大阪府貝塚市。

## 概要
ナニワチョークのブランド名で知られる日本のチョークブランドである。主に教育用文具を製造しており、チョークの他、黒板消しなどを製造・販売をしている。

## 製品

### 白墨（チョーク）
- ナニワチョーク（硫酸カルシウム製白墨）- 陶磁器の廃型を粉砕した再生材料と化学石膏を配合した焼き石膏を10％使用したチョーク。白・赤・黄・青・緑・茶・紫・五色混合詰め合わせが選べて、 丸型と角型、携帯型の10本入りもある[1]。
- ノンダストチョーク（炭酸カルシウム製白墨）- 皮膜コーティング付きで、貝殻を粉砕した再生材料を10％使用したチョーク。白・赤・黄・青・緑・茶・紫・五色混合詰め合わせ・六色混合詰め合わせが選べて、丸型と角型も選べれる。その他にも、蛍光色、赤、黄、青、緑、オレンジ色も生産している[2]。
- ナニワラングチョ－ク（硫酸カルシウム製白墨）- 太軸チョーク
- ナニワチョークHALK（硫酸カルシウム製白墨）
- 完全チョーク（硫酸カルシウム製白墨）

### 黒板用品
- ナニワラーフル - 黒板消し

### その他
- マーキングチョーク
- 千成石筆